# Casa Avero
La Casa Avero, también conocido como capilla Menorquina, es un edificio de época de la Florida española del siglo XVIII situado en San Agustín, Florida, EE. UU.
Actualmente alberga el Santuario Nacional Ortodoxo Griego de San Focio.
Se trata de un edificio agregado al Registro Nacional de Lugares Históricos de EE. UU. el 13 de junio de 1972.

## Historia
La Casa Avero data de 1749, época de la Florida española, y toma su nombre de su primer propietario Antonio Avero. Su distribución en forma de U queda reflejada en un plano de 1763 de San Agustín. Se edificó con dos plantas y una galería en la parte sureste. Forma parte del conjunto de casas históricas de San Agustín, entre las que se encuentra la casa González-Álvarez o la Rodríguez Avero Sánchez. 
La Casa Avero fue adquirida en 1966 por la arquidiócesis ortodoxa griega de América del Norte y del Sur, llevándose a cabo obras de restauración para devolver al edificio su apariencia de 1730. Actualmente alberga el Santuario Nacional Ortodoxo Griego de San Focio. Está dedicado a la primera iglesia griega de San Agustín de 1777, fundada en época de la Florida oriental británica por los griegos que en 1768 se habían establecidos en Nueva Smirna.
El sobrenombre de capilla menorquina se debe a la presencia de menorquines en La Florida aun durante la época inglesa especialmente el padre Pedro Camps, en el contexto de la ocupación británica de Menorca a lo largo del siglo XVIII.

## Descripción
El Santuario incluye la Capilla de San Focio, que exhibe iconografía bizantina, las reliquias de 18 santos de la Iglesia primitiva y un museo con una exposición permanente sobre la vida de los primeros colonos griegos, así como exposiciones temporales que se cambian anualmente.
Los muros están hechos de piedra coquina con mortero de cal, que se enyesan tanto por dentro como por fuera. En el tejado plano hay varios imbornales de cobre.
La Casa Avero fue agregada al Registro Nacional de Lugares Históricos de EE. UU. el 13 de junio de 1972.

## Galería

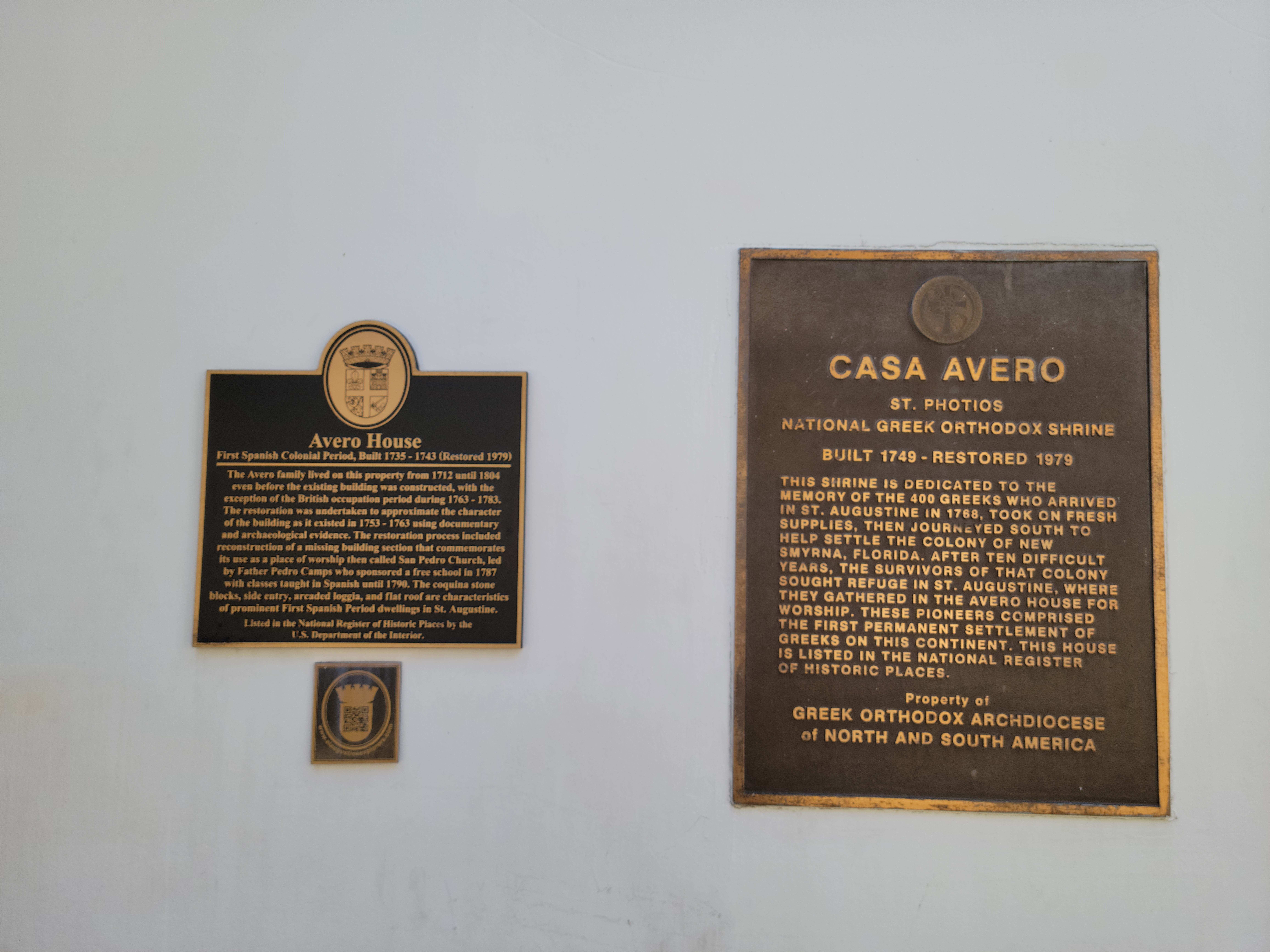
Marcador histórico en el exterior
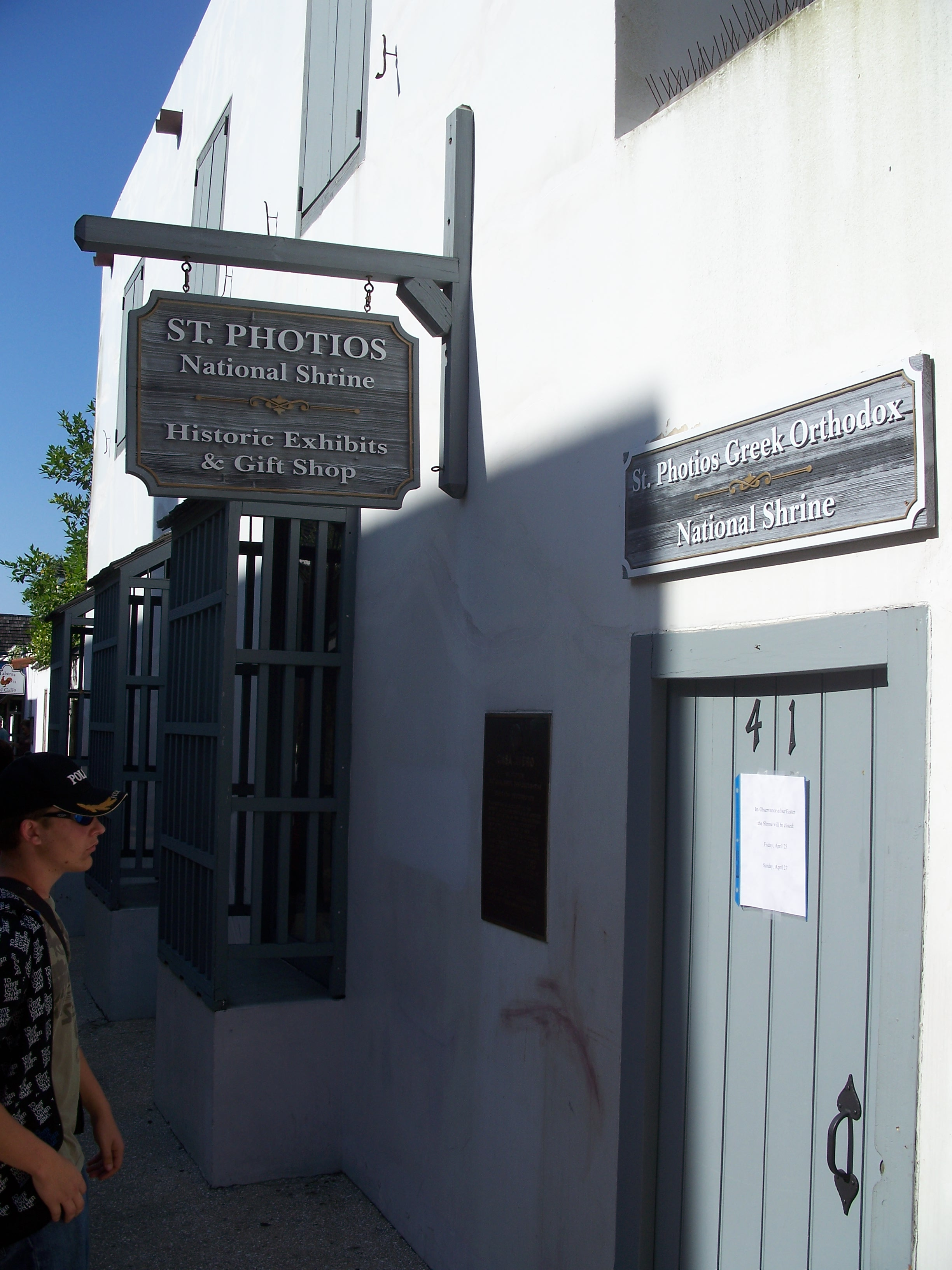
Entrada al Santuario de Santa Focio